# Classification de Bernstein-Zelevinsky
En mathématiques, la classification de Bernstein-Zelevinsky, introduite par Joseph Bernstein et Andrei Zelevinsky (Bernstein et Zelevinsky 1977 et Zelevinsky 1980), classe les représentations lisses complexes irréductibles du groupe linéaire général sur un corps local en termes de représentations cuspidales – grosso modo, celles qui n'apparaissent pas comme sous-quotient d'une induite à partir d'un sous-groupe parabolique.